# Högeruds församling
Högeruds församling var en församling i Karlstads stift och i Grums kommun. Församlingen uppgick 2006 i Stavnäs-Högeruds församling.

## Administrativ historik
Församlingen bildades 1646 genom en utbrytning ur Stavnäs församling.
Församlingen var till 2006 annexförsamling i pastoratet Stavnäs och Högerud som även omfattade Glava församling till 1 maj 1875 och Värmskogs församling till 1992. Församlingen uppgick 2006 i Stavnäs-Högeruds församling.

## Kyrkor
- Högeruds kyrka